# 詹姆斯·杨
詹姆斯·杨（英語：James Young，1995年8月16日—），出生于美国密歇根州弗林特，职业篮球运动员，司职得分后卫。